# Spazio di de Sitter
In matematica e fisica, uno spazio di de Sitter è l'analogo, nello spaziotempo di Minkowski, di una sfera nell'ordinario spazio euclideo. Uno spazio di de Sitter n-dimensionale, denotato dSn, è la varietà lorentziana analoga ad una n-sfera  (con la sua metrica Riemanniana canonica); esso è massimamente simmetrico,  ha una curvatura scalare costante e positiva ed è semplicemente connesso per n ≥3. Lo spazio de Sitter, così come lo spazio anti de Sitter prende il nome da Willem de Sitter (1872–1934), professore di astronomia alla Università di Leida e direttore dell'Osservatorio di Leida. Willem de Sitter e Albert Einstein lavorarono insieme negli anni 20 del 900 a Leida sulla struttura spazio-temporale dell'universo.
Nel linguaggio della relatività generale, lo spazio di de Sitter è una soluzione di vuoto massimamente simmetrica delle equazioni di campo di Einstein, avente una costante cosmologica positiva (repulsiva) {\displaystyle \Lambda } (corrispondente ad una densità di energia del vuoto positiva e pressione negativa). Nel caso n = 4 (3 dimensioni spaziali più tempo), esso è il modello cosmologico dell'universo fisico, detto universo di de Sitter.
Lo spazio di de Sitter fu formulato indipendentemente e contemporaneamente da Willem de Sitter e Tullio Levi-Civita.

## Definizione
Lo spazio di de Sitter può essere definito come una sottovarietà di uno spazio di Minkowski aumentato di una dimensione. Si consideri lo spazio di Minkowski R1,n con la metrica standard:
{\displaystyle ds^{2}=-dx_{0}^{2}+\sum _{i=1}^{n}dx_{i}^{2}.}
Lo spazio di de Sitter dSn è la sottovarietà descritta da un iperboloide a una falda
{\displaystyle -x_{0}^{2}+\sum _{i=1}^{n}x_{i}^{2}=\alpha ^{2},}
dove {\displaystyle \alpha } è una costante positiva.
La metrica standard 
{\displaystyle ds^{2}=-dx_{0}^{2}+\sum _{i=1}^{n}dx_{i}^{2}}
dello spazio ambiente R1,n induce sulla sottovarietà di de Sitter una forma bilineare non degenere che ha ancora segnatura lorentziana. Lo spazio di de Sitter è dunque una varietà pseudo-riemanniana.
Lo spazio di De Sitter può anche essere definito come il quoziente topologico O(1,n)/O(1,n−1) di due gruppi pseudo ortogonali, e questo mostra che esso è una varietà pseudo-Riemanniana simmetrica.
Dal punto di vista topologico, lo spazio di de Sitter è il prodotto R × Sn−1 (per cui se n ≥ 3 allora lo spazio di de Sitter risulta semplicemente connesso).

## Proprietà
Il gruppo di isometrie dello spazio de Sitter è il gruppo di Lorentz O(1,n). La metrica ha quindi n(n + 1)/2 vettori di Killing indipendenti ed è al massimamente simmetrica. Ogni spazio massimamente simmetrico ha curvatura costante. Il tensore di curvatura di Riemann per de Sitter è dato da
{\displaystyle R_{\rho \sigma \mu \nu }={1 \over \alpha ^{2}}(g_{\rho \mu }g_{\sigma \nu }-g_{\rho \nu }g_{\sigma \mu })}
Lo spazio di de Sitter è una varietà di Einstein poiché il tensore di Ricci è proporzionale alla metrica:
{\displaystyle R_{\mu \nu }={\frac {n-1}{\alpha ^{2}}}g_{\mu \nu }}
Ciò significa che lo spazio di de Sitter è una soluzione del vuoto delle equazioni di campo di Einstein, avente una costante cosmologica positiva data da:
{\displaystyle \Lambda ={\frac {(n-1)(n-2)}{2\alpha ^{2}}}.}
La curvatura scalare dello spazio di de Sitter è data da:
{\displaystyle R={\frac {n(n-1)}{\alpha ^{2}}}={\frac {2n}{n-2}}\Lambda .}
Per il caso n = 4, abbiamo Λ = 3/α2 e R = 4Λ = 12/α2.

## Coordinate statiche
Si possono introdurre delle coordinate statiche {\displaystyle (t,r,\ldots )} per lo spazio de Sitter come segue:
{\displaystyle x_{0}={\sqrt {\alpha ^{2}-r^{2}}}\sinh(t/\alpha )}
{\displaystyle x_{1}={\sqrt {\alpha ^{2}-r^{2}}}\cosh(t/\alpha )}
{\displaystyle x_{i}=rz_{i}\qquad \qquad \qquad \qquad \qquad 2\leq i\leq n,}
dove le coordinate {\displaystyle z_{i}} realizzano l'immersione canonica della (n−2)-sfera in Rn−1. In queste coordinate la metrica de Sitter prende la forma:
{\displaystyle ds^{2}=-\left(1-{\frac {r^{2}}{\alpha ^{2}}}\right)dt^{2}+\left(1-{\frac {r^{2}}{\alpha ^{2}}}\right)^{-1}dr^{2}+r^{2}d\Omega _{n-2}^{2}.}
È interessante notare che è presente un orizzonte cosmologico per {\displaystyle r=\alpha }.

## Taglio di coordinate piatto
Posto
{\displaystyle x_{0}=\alpha \sinh(t/\alpha )+r^{2}e^{t/\alpha }/2\alpha ,}
{\displaystyle x_{1}=\alpha \cosh(t/\alpha )-r^{2}e^{t/\alpha }/2\alpha ,}
{\displaystyle x_{i}=e^{t/\alpha }y_{i},\qquad 2\leq i\leq n}
dove {\displaystyle r^{2}=\sum _{i}y_{i}^{2}}.  Allora in coordinate metriche {\displaystyle (t,y_{i})}:
{\displaystyle ds^{2}=-dt^{2}+e^{2t/\alpha }dy^{2}}
dove {\displaystyle dy^{2}=\sum _{i}dy_{i}^{2}} è la metrica piatta {\displaystyle y_{i}}.

## Taglio di coordinate aperto
Posto
{\displaystyle x_{0}=\alpha \sinh(t/\alpha )\cosh \xi ,}
{\displaystyle x_{1}=\alpha \cosh(t/\alpha ),}
{\displaystyle x_{i}=\alpha z_{i}\sinh(t/\alpha )\sinh \xi ,\qquad 2\leq i\leq n}
dove {\displaystyle \sum _{i}z_{i}^{2}=1} descrive {\displaystyle S^{n-2}} con la metrica standard {\displaystyle \sum _{i}dz_{i}^{2}=d\Omega _{n-2}^{2}}.  Allora la metrica de Sitter si legge:
{\displaystyle ds^{2}=-dt^{2}+\alpha ^{2}\sinh ^{2}(t/\alpha )dH_{n-1}^{2},}
dove
{\displaystyle dH_{n-1}^{2}=d\xi ^{2}+\sinh ^{2}\xi d\Omega _{n-2}^{2}}
è la metrica di uno spazio Euclideo iperbolico.

## Taglio di coordinate chiuso
Posto
{\displaystyle x_{0}=\alpha \sinh(t/\alpha ),}
{\displaystyle x_{i}=\alpha \cosh(t/\alpha )z_{i},\qquad 1\leq i\leq n}
dove {\displaystyle z_{i}}s descrive {\displaystyle S^{n-1}}.  La metrica si legge:
{\displaystyle ds^{2}=-dt^{2}+\alpha ^{2}\cosh ^{2}(t/\alpha )d\Omega _{n-1}^{2}.}
Cambiando la variabile tempo al tempo conformazionale tramite {\displaystyle \tan(\eta /2)=\tanh(t/2\alpha )} 
si ottiene una metrica equivalente a universo statico di Einstein:
{\displaystyle ds^{2}={\frac {\alpha ^{2}}{\cos ^{2}\eta }}(-d\eta ^{2}+d\Omega _{n-1}^{2}).}
Questo serve per trovare il diagramma di Penrose dello spazio de Sitter.

## Taglio di coordinatedS
Posto
{\displaystyle x_{0}=\alpha \sin(\chi /\alpha )\sinh(t/\alpha )\cosh \xi ,}
{\displaystyle x_{1}=\alpha \cos(\chi /\alpha ),}
{\displaystyle x_{2}=\alpha \sin(\chi /\alpha )\cosh(t/\alpha ),}
{\displaystyle x_{i}=\alpha z_{i}\sin(\chi /\alpha )\sinh(t/\alpha )\sinh \xi ,\qquad 3\leq i\leq n}
dove {\displaystyle z_{i}}s descrive {\displaystyle S^{n-3}}.  La metrica si legge:
{\displaystyle ds^{2}=d\chi ^{2}+\sin ^{2}(\chi /\alpha )ds_{dS,\alpha ,n-1}^{2},}
dove
{\displaystyle ds_{dS,\alpha ,n-1}^{2}=-dt^{2}+\alpha ^{2}\sinh ^{2}(t/\alpha )dH_{n-2}^{2}}
è la metrica di uno spazio  {\displaystyle n-1} dimensionale de Sitter con raggio di curvatura {\displaystyle \alpha } 
in coordinate aperte. La metrica iperbolica è data da:
{\displaystyle dH_{n-2}^{2}=d\xi ^{2}+\sinh ^{2}\xi d\Omega _{n-3}^{2}.}
Questa è la continuazione analitica del taglio di coordinate aperto sotto {\displaystyle (t,\xi ,\theta ,\phi _{1},\phi _{2},\cdots ,\phi _{n-3})\to (i\chi ,\xi ,it,\theta ,\phi _{1},\cdots ,\phi _{n-4})} anche commutando {\displaystyle x_{0}} and {\displaystyle x_{2}} perché cambiano la loro natura spazio temporale.